# ويليام أرمسترونغ
ويليام أرمسترونغ (بالإنجليزية: William Armstrong)‏ هو محامي وسياسي أمريكي، ولد في 23 ديسمبر 1782 في المملكة المتحدة، وتوفي في 10 مايو 1865. انتخب عضو مجلس نواب الولايات المتحدة عن ولاية فرجينيا وانتخب عضو مجلس النواب الأمريكي.